# Dolac (Kraljevo)
Pour les articles homonymes, voir Dolac.
Dolac (en serbe cyrillique : Долац) est un village de Serbie situé sur le territoire de la ville de Kraljevo, district de Raška. Au recensement de 2011, il comptait 154 habitants.

## Démographie
| 1948 | 1953 | 1961 | 1971 | 1981 | 1991 | 2002 | 2011 |
| ---- | ---- | ---- | ---- | ---- | ---- | ---- | ---- |
| 305  | 334  | 346  | 284  | 256  | 222  | 198  | 154  |

|  |